# 2009년 아시아 야구 선수권 대회
2009년 아시아 야구 선수권 대회는 25번째 대회로 열린 아시아 국제 야구 대회이다. 7월 27일부터 8월 3일까지 일본에서 열렸으며 1라운드는 나리타에서 열렸고 최종라운드는 삿포로에서 열렸다.

## 참가국
2009년 아시아 야구 선수권 대회 - 예선
- 일본- 개최국. 제24회 아시아 야구 선수권 대회 우승
- 대한민국[1]- 제24회 아시아 야구 선수권 대회 준우승
- 중화 타이베이- 제24회 아시아 야구 선수권 대회 3위
- 필리핀- 제24회 아시아 야구 선수권 대회 4위
- 태국- 제24회 아시아 야구 선수권 대회 5위
- 인도네시아- 제8회 아시안컵 야구 대회 1위
- 중국- BFA 순위 상위국으로 자동출전

## 나리타 라운드

### 순위
| 순위 | 국가       | 승 | 패 |
| ---- | ---------- | -- | -- |
| 1    | 일본       | 3  | 0  |
| 2    | 필리핀     | 2  | 1  |
| 3    | 태국       | 1  | 2  |
| 4    | 인도네시아 | 0  | 3  |

### 경기 기록
| 경기날짜             | 홈팀       | 점수   | 원정팀     | 경기장                    | 비고     |
| -------------------- | ---------- | ------ | ---------- | ------------------------- | -------- |
| 2009년 7월 27일 (월) | 일본       | 12 : 0 | 필리핀     | 나리타 시립 오야츠 야구장 | 7회 콜드 |
| 2009년 7월 27일 (월) | 태국       | 6 : 1  | 인도네시아 | 나리타 시립 오야츠 야구장 |          |
| 2009년 7월 28일 (화) | 태국       | 0 : 12 | 일본       | 나리타 시립 오야츠 야구장 | 7회 콜드 |
| 2009년 7월 28일 (화) | 인도네시아 | 1 : 6  | 필리핀     | 나리타 시립 오야츠 야구장 |          |
| 2009년 7월 29일 (수) | 인도네시아 | 0 : 13 | 일본       | 나리타 시립 오야츠 야구장 | 7회 콜드 |
| 2009년 7월 29일 (수) | 필리핀     | 8 : 0  | 태국       | 나리타 시립 오야츠 야구장 |          |

## 최종 라운드

### 순위
| 순위 | 국가          | 승 | 패 |
| ---- | ------------- | -- | -- |
| 1    | 일본          | 3  | 0  |
| 2    | 중화 타이베이 | 2  | 1  |
| 3    | 대한민국      | 1  | 2  |
| 4    | 중국          | 0  | 3  |

### 경기 기록
| 경기날짜            | 홈팀          | 점수   | 원정팀         | 경기장                 | 비고      |
| ------------------- | ------------- | ------ | -------------- | ---------------------- | --------- |
| 2009년 8월 1일 (토) | 대한민국      | 4 : 5  | 중화 타이베이  | 삿포로 마루야마 야구장 |           |
| 2009년 8월 1일 (토) | 중국          | 0 : 4  | 일본           | 삿포로 마루야마 야구장 |           |
| 2009년 8월 2일 (일) | 중국          | 1 : 8  | 대한민국       | 삿포로 마루야마 야구장 |           |
| 2009년 8월 2일 (일) | 중화 타이베이 | 5 : 6  | 일본           | 삿포로 마루야마 야구장 | 10회 연장 |
| 2009년 8월 3일 (월) | 중화 타이베이 | 13 : 1 | 중화인민공화국 | 삿포로 마루야마 야구장 | 7회 콜드  |
| 2009년 8월 3일 (월) | 일본          | 7 : 1  | 대한민국       | 삿포로 마루야마 야구장 |           |

## 최종순위
| \| \| 일본 \| \| \| 중화 타이베이 \| \| \| 대한민국 \| \| 4 \| 중국 \| \| 최종라운드 진출 실패 \| \| \| 5 \| 필리핀 \| \| 6 \| 태국 \| \| 7 \| 인도네시아 \| |               |
| 순위 | 팀            |
| 금 | 일본          |
| 은 | 중화 타이베이 |
| 동 | 대한민국      |
| 4 | 중국          |
| 최종라운드 진출 실패 |               |
| 5 | 필리핀        |
| 6 | 태국          |
| 7 | 인도네시아    |